# Йоханнес Карл Паульсен
Йоханнес Карл Паульсен (ест. Johannes Carl Paulsen 13 лютого 1879, Кременчук — 17 листопада 1945, Любек) — естонський скрипаль, диригент і музичний педагог.

## Біографія
З шести років мешкав у Талліні, де закінчив гімназію.
Закінчив Московську консерваторію по класу скрипки Івана Гржималі.
Навчався також у Сергія Танєєва.
У 1905–1914 роках гастролював в різних країнах як соліст і в складі квартету. У 1912–1914 роках вивчав диригування в Відні.
У 1914 році повернувся у Таллінн. З 1914 по 1936 роки очолював Таллінський камерний оркестр. Викладав в Талліннській консерваторії з дня її створення в 1919 році. З 1925 року - професор.
Серед учнів — Роман Матс, Володимир Алумяе і інші.
У 1939 року Паульсен з сім'єю емігрував до Німеччини.

## Відзнаки
- Орден Білої зірки 3-го ступеня (1939 рік).